# Frascatula
Frascàtula o friscatuli o anche polenta del sud, è un piatto a base di farina di grano e acqua. È tecnicamente una farinata, ed è l'equivalente della polenta di mais; essa è tipica delle cucine di Basilicata, Calabria e Sicilia.
È inserita al n.221 nell'elenco dei Prodotti agroalimentari tradizionali siciliani.

## Storia
Le origini risalgono ai tempi dell’antica Roma, quando si usava cuocere insieme farine di cereali e legumi con le verdure. Il piatto si chiamava in latino “puls farris”.
Va, inoltre, ricordato che il mais fu introdotto in Europa dopo la scoperta delle Americhe. I greci in precedenza usavano l'orzo per fare le "polente". 
Secondo studiosi 
gli antichi siciliani erano mangiatori di polenta di grano.
Lo storico Michele Amari parla della frascatula nella sua Guerra del Vespro e racconta che, durante l’assedio di Messina da parte delle truppe francesi degli Angiò nel 1282, le donne davano ai combattenti la frascatola insieme all'acqua e al vino.

## Ricetta trapanese
Nella tradizione della provincia di Trapani, viene usata la semola di grano duro fatta a palline, incocciata con acqua (o anche impastata con tuorlo d'uovo) e cotta a vapore, come il cuscus alla trapanese, accompagnati con brodo di pesce, o anche con zuppe di broccoli, ceci e verdure. È inserito tra i Prodotti agroalimentari tradizionali siciliani riconosciuti dal Ministero delle Politiche Agricole, Alimentari e Forestali, su proposta della Regione Siciliana.

## Altre varianti siciliane
Esistono numerosissime varianti, specie in Sicilia, che accolgono le essenze botaniche dei luoghi di produzione: verdure cotte insieme alla farina di grano e acqua, fino a vere  e proprie farinate siciliane. 
Di queste farinate, perfettamente comparabili alla polenta, si ha traccia in circa 100 luoghi nell’isola, con una variabilità di nomi considerevole, variabilità relativa al tipo di cereale prevalente.
Tra i legumi usati vi sono anche i ceci, le cicerchie e i piselli.
Tra i tanti nomi e varianti in Sicilia abbiamo:
- patacò a Licodia Eubea
- piciocia a Troina e Cerami
- mintarrimina nel calatino
- chiullu a San Michele di Ganzaria
- pulenta a Casalvecchio Siculo
- ciciotta a Riesi
- farfallu a Adrano
- A Caltanissetta si usa la farina di ceci, insieme a varie verdure di campo e il finocchietto selvatico.

L'elemento comune in tutte le versioni è rapidità e facilità di preparazione, oltre alla estrema povertà degli ingredienti.

## Ricetta lucana
Si tratta di una polenta di mais aggiunta di verdure ed altri ingredienti (quali parti del maiale bollite), durante la cottura.
La ricetta lucana prevede farina di granturco, una patata e strutto; viene accompagnata da sugo, cotechino, salsiccia o vino cotto.

## Ricetta calabrese
Nella ricetta calabrese, probabilmente importata dalla Sicilia,, si usano farina di mais, broccoli e sugna.